# 河原えいり
河原 えいり（かわはら えいり、4月14日生）は、日本の心理カウンセラー、アロマセラピスト、婚活カウンセラー、コメンテーター、エッセイストである。

## 略歴
大手銀行のOL時代に結婚するがほどなく離婚。このときの離婚経験を活かして、心・身体の両面からの統合的ヒーリングの追求を決意する。心理カウンセリングとアロマトリートメントを融合させた癒しが評判となり、メディア取材を受けるようになる。2007年から2011年まで複数のセラピストを擁する中堅リラクゼーションサロンを主宰し、予約が取りづらいセラピストとして知られた。2011年11月11日に東京都中央区にサロン「Eirish Garden」（エイリッシュガーデン）を開設し心理カウンセリングとアロマトリートメント、またトリートメント技術講習をおこなっている。

## 活動

### 心理カウンセラー・婚活カウンセラー
- 日本メンタルヘルス協会認定のカウンセラー資格をもち、心理カウンセラーとして活動している。
- NPO法人花婿学校の講師をつとめた経歴がある。
- 恋愛全般についてのカウンセリングをマンツーマンでおこなうほか、講演や講習会への参加も多く、「バツイチ」を公言していることから結婚（とくに婚活）・離婚に関するテーマを得意とする。メディアへの発言・コメントはほぼカウンセラーの立場からおこなわれている。
- 同様にカウンセラーとしての立場で発信する自身の個人ブログ「バツイチ心理カウンセラーの華麗なる（？）ブログ」はランキングでつねに上位にランクされる人気ブログである[2]。

### アロマセラピスト
- 日本アロマ環境協会検定一級、および日本アロマ環境協会アロマテラピーアドバイザーの資格を取得している。
- 整体リフレクソロジー、芳香療法、バリニーズ、スウェディッシュなどの研修を経て習得した技術をもとに、アロマトリートメントを施術しながら心理カウンセリングや婚活カウンセリングをおこなう。サロンのキャッチコピーは「心も体もハダカに帰る場所」[3]である。またサロンでは、とくにカップルを対象としたトリートメント技術講習もおこなっている。
- 2007年から施術の現場に立つ。客層は老若男女を問わず、トリートメントを受けるために遠方から泊まりがけで来店する顧客も多い。同業他店のセラピストからも注目されており業界を代表するカリスマ的存在である。

## メディア

### テレビ
- 「スーパーJチャンネル」（テレビ朝日）2008/4/21放映
- 「日本の、これから」（NHK）2008/5/07放映

### 雑誌
- エステティック情報誌「ビューティーリサーチ」
- 「MAQUIA」（集英社）2008年7月号
- 「女性セブン」（小学館）　2008年7月24日号
- 「AneCan（姉キャン）」（小学館）2010年5月号
- 「週刊TVガイド」（東京ニュース通信社）2010年8月14-20日号
- 「FLASH」（光文社）2012年3月13日号
- 「Gainer（ゲイナー）」（光文社）2012年12月号
- 「週刊テレビガイド」（東京ニュース通信社）2013年8月23日号
- 「Hanako（ハナコ）」（マガジンハウス）2014年10月9日号
- 「Tarzan（ターザン）」（マガジンハウス）2016年8月25日号
- 「Tarzan（ターザン）」（マガジンハウス）2016年11月24日号
- 「Tarzan（ターザン）特別編集」（マガジンハウス）2019年08月06日号

## その他
- 女優の越智静香、セラピストのアダム徳永、評論家の金澤一志と親交がある。